# Guilherme Parãense
Guilherme Parãense (* 25. Juni 1884 in Belém; † 18. April 1968 in Rio de Janeiro) war ein brasilianischer Sportschütze und der erste Olympiasieger Brasiliens.

## Leben
Bei den Olympischen Spielen 1920 wurde am 2. August der Wettbewerb mit der freien Pistole auf 50 Meter ausgetragen. Es siegte der US-Amerikaner Karl Frederick mit 496 Punkten vor dem Brasilianer Afrânio da Costa mit 489 Punkten. In der Mannschaftswertung siegten die US-Amerikaner vor den Schweden und den Brasilianern; Guilherme Parãense war mit 456 Punkten zweitbester Schütze der brasilianischen Mannschaft gewesen, außer ihm und da Costa gehörten noch Sebastião Wolf mit 454 Punkten, Dario Barbosa mit 441 Punkten und Fernando Soledade mit 424 Punkten zur Mannschaft.
Einen Tag nach der Silbermedaille für da Costa und der Bronzemedaille für die Mannschaft fand das Schießen mit der Schnellfeuerpistole auf 30 Meter statt. In der Mannschaftswertung gewannen die US-Schützen vor den Griechen und den Schweizern, mit neun Punkten Rückstand auf die Schweizer belegten die Brasilianer in der gleichen Besetzung wie am Tag zuvor den vierten Platz. Die Einzelwertung gewann Parãense mit 274 Punkten vor dem US-Amerikaner Raymond Bracken mit 272 Punkten und dem Schweizer Fritz Zulauf mit 269 Punkten.
32 Jahre nach Guilherme Parãense gewann der Leichtathlet Adhemar da Silva im Dreisprung die zweite olympische Goldmedaille für Brasilien.